# Inderøy
Inderøy este o comună din provincia Nord-Trøndelag, Norvegia.